# Titanic (filme de 1943)
Titanic (em português:  Titanic - O Épico Nazista Banido) é um filme alemão de 1943 produzido durante a Segunda Guerra Mundial em Berlin pela Tobis Productions para a UFA. Apesar de uma companhia britânica já ter lançado o filme ‘’Atlantic’’ em língua alemã sobre o RMS Titanic em 1929, este filme foi encomendado pelo Ministro da Propaganda Nazi, Joseph Goebbels com a intenção de mostrar não apenas a superioridade da indústria cinematográfica alemã, mas também como um veículo de propaganda que mostraria que o capitalismo britânico e americano foi o responsável pelo desastre. A adição de um heroico oficial alemão  inteiramente ficcional à tripulação do navio tinha como objetivo demonstrar a bravura e o altruísmo dos homens alemães em comparação com os oficiais britânicos.
O diretor original do filme, Herbert Selpin, foi preso durante a produção após falar contra o regime nazista – posteriormente ele foi encontrado enforcado na prisão – e o filme foi completado por Werner Klingler, que não foi creditado.
Embora o filme tenha sido exibido por um breve período nos cinemas de partes da Europa ocupada, começando em novembro de 1943, não foi exibido dentro da Alemanha por ordem de Goebbels, que temia que isto enfraquecesse a moral dos cidadãos alemães. Goebbels posteriormente baniu a exibição do filme completamente e o filme nunca mais foi exibido na Alemanha da época.
O "Titanic Nazista" foi o primeiro sobre o assunto com o título apenas de Titanic e o primeiro a combinar vários personagens ficcionais e tramas secundárias com personagens históricos e eventos verdadeiros ocorridos durante o naufrágio; ambas se tornaram temas recorrentes em outros filmes sobre o Titanic.

## Sinopse
A White Star Line declara aos acionistas que o valor de suas ações está caindo. O presidente da White Star, J. Bruce Ismay (E.F. Fürbringer), promete revelar um segredo durante a viagem inaugural do novo RMS Titanic que mudará a situação. Apenas ele sabe que o navio pode quebrar o recorde de velocidade e receber a Flâmula Azul, e acredita que isso aumentará o valor das ações. Ismay e o quadro de acionistas da White Star Line planeja manipular o mercado vendendo a descoberto suas próprias ações para comprá-las novamente por um preço menor pouco antes que a notícia sobre o recorde de velocidade do navio seja revelada à imprensa.
Na viagem inaugural do Titanic' em 1912, o Primeiro Oficial Peterson (Hans Nielsen), que é alemão, implora aos  ricos, esnobes e desprezíveis proprietários do que diminuam a velocidade da embarcação, mas eles se recusam e o Titanic atinge um iceberg e afunda. Os passageiros da Primeira Classe agem como covardes, enquanto Peterson, sua ex-amante russa, a aristocrata Sigrid Olinsky (Sybille Schmitz) e outros passageiros alemães da terceira classe se comportam bravamente e com bondade. Peterson consegue resgatar vários passageiros, convencendo Sigrid a entrar em um bote salva-vidas, e salva uma garotinha, que tinha sido obviamente deixada em sua cabine pelos pais. Na agonia final do navio, Peterson salta do deck com a garotinha ainda em seus braços, e é puxado a bordo do barco salva-vidas de Sigrid, onde os dois são reunidos; os ocupantes então assistem com horror ao "Titanic" a mergulhar para o fundo do oceano.
No inquérito britânico sobre o desastre, Peterson testemunha contra Ismay, condenando suas ações, mas Ismay fica livre de todas as acusações e a culpa é colocada diretamente sobre os ombros do falecido Capitão Smith. Um epílogo afirma que "as mortes de 1500 pessoas permanecem irreparadas, para sempre um testamento da busca interminável da Grâ-Bretanha pelo lucro."

## Elenco
| - Sybille Schmitz como Sigrid Olinsky - Hans Nielsen como 1.º Oficial Petersen - Kirsten Heiberg como Gloria - E.F. Fürbringer como Sir Bruce Ismay - Karl Schönböck como John Jacob Astor - Charlotte Thiele como Lady Astor - Otto Wernicke as Capitão Edward J. Smith - Franz Schafheitlin como Hunderson - Herbert Tiede como 2º Oficial Lightoller | - Sepp Rist como Jan - Monika Burg como Maniküre Heidi - Jolly Bohnert como Marcia - Fritz Böttger como Lord Douglas - Hermann Brix como Kapellmeister Gruber - Lieselott Klinger como Anne - Theodor Loos como Privy Councillor Bergmann - Karl Meixner como Hopkins |

## Produção
A maioria do filme foi gravada na Polônia ocupada, no porto de Gdynia no Mar Báltico (rebatizado de Gotenhafen), a bordo do SS Cap Arcona, um navio de passageiros, que eventualmente teria o mesmo destino do Titanic; foi afundado poucos dias depois do fim da Segunda Guerra Mundial pela Royal Air Force em 3 de maio de 1945, com perda de vidas mais que três vezes do que o Titanic. O navio tinha se tornado uma prisão flutuante e lotada com prisioneiros judeus que os nazistas esperavam fosse destruído pelos britânicos.
As cenas com os botes salva-vidas foram também filmadas no Mar Báltico; algumas das cenas do interior foram gravadas nos Tobis Studios.
Titanic enfrentou muitas dificuldades durante sua produção, includindo um choque de egos, diferenças criativas brutais e frustrações advindas da época de guerra. Enquanto as filmagens progrediam, mais sets extravagantes foram exigidos por Salpin, bem como recursos adicionais da Marinha Alemã – estas exigências foram todas aprovadas por Goebbels, apesar do acúmulo de custos e o escoamento da economia da Alemanha no período da guerra.
Após uma semana de filmagens problemáticas no Cap Arcona, com os Aliados bombardeando não muito longe da locação, Herbert Selpin convocou uma reunião de crise onde fez comentários infelizes sobre oficiais da Kriegsmarine que deveriam ser os consultores do filme, mas estavam mais interessados em molestar os membros femininos do elenco. O amigo próximo de Selpin e co-autor do roteiro, Walter Zerlett-Olfenius, relatou o incidente para a Gestapo e Selpin foi prontamente preso e questionado pessoalmente por Joseph Goebbels, que era a força motriz por trás do projeto Titanic. Selpin, entretanto, não se retratou em suas afirmações – enfurecendo Goebbels, pois o Ministro da Propaganda tinha pessoalmente escolhido Selpin para dirigir seu épico da propaganda. Depois de 24 horas após sua prisão, Selpin foi encontrado enfocado em sua cela, que foi retratado como um suicídio.  Entretanto, na realidade, Goebbels tinha ordenado que Selpin fosse enforcado e arranjado para que fosse retratado como um suicídio. O elenco e equipe ficaram furiosos com a tentativa de esconder o óbvio assassinato de Selpin e tentaram retaliar, mas Goebbels os respondeu ao emitir uma proclamação afirmando que qualquer um que evitasse Zerlett-Olfenius, que havia denunciado Selpin, responderia pessoalmente a ele. O filme inacabado, em que os custos de produção estavam em uma espiral fora de controle, foi finalmente concluído por Werner Klingler que não recebeu os créditos.
O filme custou quase 4 milhões de Reichsmarks, ou o equivalente a US$180 milhões em 2013. É dito sendo o filme mais caro de sua época.

## Temas e propaganda
As falhas do capitalismo e o mercado de ações tem um papel dominante durante o filmeu. Titanic faz a alegoria da perda do navio especificamente em cima da avareza Britânica ao invés de, como a maioria das versões do cinema fazem, sobre o  húbris. Isto se encaixa em outros trabalhos com propaganda anti-Britânica da época como Joan of Arc, Das Herz der Königin, The Fox of Glenarvon, Ohm Krüger e My Life for Ireland.
O efeito desejado era minar a moral dos britânicos e franceses com as cenas de pânico e desespero destes dois povos. Cenas dos passageiros dos decks inferiores separados por membros da tripulação e a procura desesperada por seus entes queridos através de portas fechadas tinham uma estranha semelhança com o que estava acontecendo nos campos de concentração durante este período. Isto contribuiu para que o filme fosse banido por Goebbels dentro da Alemanha.

## Recepção
A estreia do filme era para ter ocorrido no começo de 1943, mas o cinema que receberia a primeira exibição foi bombardeado por aviões da Royal Air Force na noite anterior. O filme teve então uma respeitável estreia em Paris em novembro de 1943 "onde foi surpreendentemente bem recebido pela plateia", e também foi bem recebido em outras capitais ocupadas pelos Nazistas na Europa tais como Praga. Mas Goebbels baniu sua exibição em toda a Alemanha, afirmando que os alemães – que estavam naquele ponto passando quase todas as noites sob bombardeio dos Aliados – ficariam menos entusiasmados com um filme que retratava morte em massa e pânico.
Titanic foi redescoberto em 1949, mas foi rapidamente banido na maioria dos países ocidentais. Logo após a guerra, o filme, dublado em Russo, foi exibido por todo o Bloco do Leste como um "filme troféu." Após os anos 1950, Titanic caiu novamente na obscuridade, algumas vezes aparecendo na TV alemã. Em 1992, uma versão censurada e de baixa qualidade em VHS foi lançada na Alemanha. Esta versão deletava as cenas mais fortes com propaganda, retirando seu conteúdo controverso. Finalmente, em 2005, Titanic foi completamente restaurado e, pela primeira vez, a versão sem censura foi lançada em edição especial em DVD pela Kino Video.

## Legado

### A Night to Remember
Quatro clipes do filme foram reciclados e usados no bem sucedido filme britânico de 1958 A Night to Remember: dois navios navegando em águas calmas durante o dia e dois breves clipes de uma passarela inundada na sala das máquinas.

### Na cultura popular
- O filme completo foi exibido no BFI Southbank em Londres como parte de sua temporada "Titanic" em abril de 2012.
- Nazi Titanic: Revealed é um filme documentário que foi ao ar pelo Channel 5 no Reino Unido em 6 de março de 2012.[9][11] Uma versão estendida foi também transmitida pelo History Channel na América do Norte sob o título de Nazi Titanic em 14 de abril de 2012 e subsequentemente no Military History Channel em fevereiro de 2017.